# امگا کمان
امگا کمان یک ستاره است که در صورت فلکی کمان قرار دارد.